# ماكسيم آراب
ماكسيم آراب (بالروسية: Арап, Максим Георгиевич)‏ هو لاعب كرة قدم روسي في مركز الهجوم، ولد في 19 مارس 1981. لعب مع زينيت سانت بطرسبرغ.